# Rivière au Chien Rouge
Der Rivière au Chien Rouge ist ein etwa 78 km langer Zufluss der Ungava Bay in der kanadischen Provinz Québec.

## Flusslauf
Der Rivière au Chien Rouge durchfließt die Tundralandschaft des Kanadischen Schildes im Südosten der Ungava-Halbinsel. Er hat seinen Ursprung in einem etwa 240 m hoch gelegenen kleinen namenlosen See. Das Quellgebiet befindet sich 70 km westsüdwestlich von Aupaluk. Der Rivière au Chien Rouge fließt anfangs 25 km nach Osten. Anschließend wendet sich der Fluss in Richtung Ostnordost. Er durchfließt in seinem unteren Abschnitt die größeren Seen Lac Ford und Lac au Chien Rouge. Der Rivière au Chien Rouge mündet schließlich 8 km westlich von Aupaluk in die Hopes Advance Bay (französisch: Baie Hopes Advance), eine Bucht im Westen der Ungava Bay. Der Rivière au Chien Rouge entwässert ein Gebiet von 772 km². Weiter nördlich befindet sich das Einzugsgebiet des Rivière Saint-Fond, weiter südlich das des Rivière Buron.

## Namensgebung
Der französische Flussname heißt übersetzt „roter Hundefluss“. „Hund“ bezieht sich vermutlich auf Seehunde, „rot“ auf das Vorkommen eisenhaltiger Minerale in dem Gebiet. Der Inuit-Name des Flusses lautet Allaviup Kuunga.